# Principado de Montfort
El título de príncipe de Montfort es un título de cortesía creado en 1816 por el rey Federico I de Wurtemberg para su yerno Jerónimo Bonaparte, quién había contraído matrimonio con su hija, la princesa Catalina de Wurtemberg, para compensarle por la pérdida del efímero reino de Westfalia (1807-1813).

Armas de Jerónimo Bonaparte como I Príncipe de Montfort.

Este título hace referencia al antiguo condado de Montfort que ocupaba el territorio de lo que actualmente es el estado federado de Vorarlberg, en Austria, y la región de Suabia, en el sur de Alemania.

## Lista de los príncipes de Montfort
- Jerónimo Bonaparte (1784-1860). I príncipe de Montfort (1816-1860).
- Jerónimo Napoleón Carlos Bonaparte, II príncipe de Montfort (1816-1847). Conocido por el título de su padre.
- Napoleón José Carlos Bonaparte (1822-1891). III príncipe de Montfort (1860-1891).
- Napoleón Víctor Bonaparte (1862-1926). IV príncipe de Montfort (1891-1926).
- Luis Jerónimo Bonaparte (1914-1997). V príncipe de Montfort (1926-1997).
- Carlos María Bonaparte (n. 1950). VI príncipe de Montfort (1997-actualidad).